# 福智高等学校
福智高等学校（ふくちこうとうがっこう）は、福岡県田川市大字伊田に所在する私立高等学校。設置者は学校法人福智学園。

## 設置学科
- 全日制課程
  - 普通科
    - 特進コース
    - 普通コース
    - スポーツ振興コース

  - 介護福祉科
    - 介護福祉コース
    - ヒューマンライフコース
- 通信制課程
  - 単位制
    - 商業科

  - 広域通信制（技能連携制）
    - 普通科
    - 商業科
    - 生活科
- 介護福祉専攻科

## 沿革
- 1961年 - 福智高等学校として開校。全日制普通科・商業科設置
- 1967年 - 九州商業高等学校に改称。広域通信制課程商業科の併設認可
- 1987年 - 全日制課程普通科設置認可
- 1988年 - 福智高等学校に改称
- 1989年 - 通信制課程普通科設置認可。通信制課程修業年限3年以上認可
- 1990年 - 通信制課程単位制認可
- 1993年 - 通信制課程生活文化科設置認可。全日制商業科を情報ビジネス科へ学科改編
- 1996年 - 全日制普通科に特進コース設置
- 1998年 - 介護福祉専攻科設置認可。全日制課程介護福祉科設置認可
- 2000年 - 全日制普通科普通コースに進学系、デザイン系、ビジネス系設置
- 2004年 - 通信制課程単位制に介護福祉科設置

## アクセス
- 九州旅客鉄道（JR九州）日田彦山線田川伊田駅から徒歩15分
- 西鉄バス筑豊「東町バス停」から徒歩5分

## 技能連携校
- 向洋学園高等専修学校
- 福岡有朋高等専修学校
- 広島舟入商業高等専修学校
- 大岡学園高等専修学校
- 東亜学園商業実務専門学校
- 富士宮高等専修学校
- 浜松経理専門学校(2006年まで)